# اسناوی مانجکوالام
اسناوی مانجکوالام (انگلیسی: Asnawi Mangkualam؛ زادهٔ ۴ اکتبر ۱۹۹۹) بازیکن فوتبال اهل اندونزی است.
از باشگاه‌هایی که در آن بازی کرده‌است می‌توان به باشگاه فوتبال پی‌اس‌ام ماکاسار اشاره کرد.
وی همچنین در تیم‌های ملی فوتبال زیر ۲۳ سال اندونزی و اندونزی بازی کرده‌است.